# 今井純志
今井 純志（いまい あつし 1973年12月 - ）は、日本の小説家、在野詩人。

## 経歴・人物
1993年、かつて存在した全国規模の同人文芸結社コスモス文学の会に入会し、機関誌『コスモス文学』第122号（1994年2月）に短篇小説「繰り返し」が掲載される。2009年、株式会社日本文学館が主催した第1回日本文学館出版大賞（ノベル部門）にて、投稿作「アイの才能」が特別賞を受賞し、日本文学館からの単行本化はされなかったものの、2013年8月に同作をデザインエッグ「MyISBN」により自費出版した。
詩作家としては、2015年12月からTwitterにて詩作を開始。2022年からはFacebookページでも公開。これらSNS上に公開された詩作を収録した詩集を「月の詩」シリーズと銘打ち刊行。

## 作品リスト

### 小説

#### 単行本
- 『アイの才能』（デザインエッグ、2013年8月）ISBN 978-4907117436
- 『CHANGE!! 『漂泊のジャズメン』』（デザインエッグ、2013年7月） ISBN 978-4907117566
  - 電子版（夢ノ前出版倶楽部、2016年5月）

#### 電子書籍
- 『喫茶 香風は今日も一人の話を聞く為に開店する。-私は今日もカウンターに立つ』（Kindle ダイレクト・パブリッシング、2022年9月）

### 詩集
- 『月の詩 一の月 2016』（デザインエッグ、2016年2月）ISBN 978-4865435344
  - 電子版（夢ノ前出版倶楽部、2016年3月）
- 『月の詩 二の月 2016』（デザインエッグ、2016年3月）ISBN 978-4865435634
  - 電子版（夢ノ前出版倶楽部、2016年3月）
- 『月の詩 三の月 2016』（デザインエッグ、2016年4月）ISBN 978-4865435825
  - 電子版（夢ノ前出版倶楽部、2016年4月）
- 『月の詩 四の月 2016』（デザインエッグ、2016年5月）ISBN 978-4865436211
  - 電子版（夢ノ前出版倶楽部、2016年5月）
- 『月の詩 五の月 2016』（デザインエッグ、2016年6月）ISBN 978-4865436518
  - 電子版（夢ノ前出版倶楽部、2016年6月）
- 『月の詩 六の月 2016』（デザインエッグ、2016年7月）ISBN 978-4865436976
  - 電子版（夢ノ前出版倶楽部、2016年7月）
- 『月の詩 七の月 2016』（デザインエッグ、2016年10月）ISBN 978-4865437898
  - 電子版（夢ノ前出版倶楽部、2016年10月）
- 『月の詩 八の月 2016』（電子版、夢ノ前出版倶楽部、2020年1月）